# Hieronim Rozdrażewski (zm. 1632)
Hieronim (Jarosz) Rozdrażewski herbu Doliwa (zm. 10 kwietnia 1632) – kasztelan międzyrzecki.

## Życiorys
O dzieciństwie i młodości Hieronima brak dokładnych danych, wiadomo jednak, że pochodził z Rozdrażewskich z linii nowomiejskiej, najpewniej był synem starosty bolesławieckiego Jana i Katarzyny z Suchorzewskich, krewnym włocławskiego biskupa pomocniczego Jana Rozdrażewskiego Nowomiejskiego.
Podczas sejmiku w Środzie Wielkopolskiej 9 lutego 1606 wybrano go na posła na sejm. W rezultacie przystąpił do grupy opozycji, która zawiązała rokosz Zebrzydowskiego; na zjeździe pod sandomierzem odpowiadał za dyscyplinę tej części szlachty, która przybyła z Wielkopolski. W lutym 1607 za zjeździe w Kole ponownie dał się poznać jako jeden z wielkopolskich przywódców rokoszu, a potem w Czersku (13 czerwca) podpisał dokument skierowany przez rokoszan do sejmu w Warszawie.
Przez następnych kilka lat pozostawał w politycznym cieniu, pojawił się dopiero w 1613 na jednym ze zjazdów w Środzie, a 13 stycznia 1615 sejmik wybrał go posłem na sejm. Po raz kolejny uzyskał mandat w 1619 ze Środy, potem w 1621 z Kalisza, a w 1623 ponownie ze Środy, a następnie w 1624. Poseł na sejm 1620 roku z województwa poznańskiego i kaliskiego. W tym też okresie (od 1618) sejmik wielkopolski wybierał Rozdrażewskiego szafarzem odpowiedzialnym za pobór podatków.
27 października 1624 otrzymał kasztelanię w Międzyrzeczu. Posłował do sejmu jeszcze w 1629 i 1631; w lutym 1632 po raz ostatni wziął udział w sejmiku średzkim, zmarł w kwietniu tego roku.
Żonaty był z Barbarą z Kretkowskich, z którą miał trzy córki: Dorotę, Katarzynę i Barbarę. Być może Hieronim Rozdrażewski był też ojcem Konstantego Rozdrażewskiego, późniejszego męża Jadwigi Ciświckiej. Był też opiekunem młodocianych synów starosty odolanowskiego Jana Rozdrażewskiego, swojego dalszego krewnego zmarłego w 1600.